# Залужне (Володимирський район)
Залу́жне — село в Україні, у Локачинській селищній громаді Володимирського району Волинської області. Населення становить 291 особу.

## Географія
Село розташоване на правому березі річки Луга.

## Історія
12 червня 2020 року, відповідно до розпорядження Кабінету Міністрів України № 708-р «Про визначення адміністративних центрів та затвердження територій територіальних громад Волинської області», увійшло до складу Локачинської селищної територіальної громади.
19 липня 2020 року, в результаті адміністративно-територіальної реформи та ліквідації  Локачинського району, село увійшло до новоутвореного Володимир-Волинського району (від 18 липня 2022 Володимирського).

## Населення
Згідно з переписом УРСР 1989 року чисельність наявного населення села становила 304 особи, з яких 131 чоловік та 173 жінки.
За переписом населення України 2001 року в селі мешкало 287 осіб. 100 % населення вказало своєю рідною мовою українську мову.

## Відомі люди
- Савчук Григорій Пантелеймонович (1978—2014) — солдат Збройних сил України, учасник російсько-української війни, загинув 2014 під Луганськом.
- Упоров Ігор Романович (1984—2014) — старший солдат Збройних сил України, учасник російсько-української війни.